# Renatus Harris
Renatus Harris (c. 1652 - Salisbury, août ou septembre 1724) est un maître facteur d'orgue actif en Angleterre à la fin du XVIIe et au début du xviiie siècle.
Au cours de la période dite Commonwealth (régime dictatorial d'Oliver Cromwell), dans le milieu du XVIIe siècle, les puritains contrôlent le pays et la musique d'orgue est interdite dans les églises. De nombreux facteurs d'orgues, quittent l'Angleterre pour le continent, et notamment le père de Renatus, Thomas Harris. C'est pendant ce séjour en France de la famille que naît Renatus Harris. Après la Restauration, la famille rentre en Angleterre.
Harris grandit dans les affaires de son père et devient l'un des deux principaux facteurs d'orgue de sa génération, avec son rival détesté « Père » Bernard Smith. Harris a le sens de la publicité et ne néglige pas d'utiliser en sous-main des tactiques pour contrer Smith. Le grand père d'Harris, Thomas Dallam et son père, Robert Dallam, sont également facteurs d'orgues réputés, comme l'ont été les fils de Renatus Harris, John et Renatus. John Harris est le père de Joseph Harris, un célèbre facteur de clavecins, père lui-même de l'entomologiste et graveur anglais Moses Harris. 
Renatus Harris est mort à Salisbury, en août ou septembre, 1724.

## Orgues de l'Église du Temple et de l'Église du Christ à Dublin
La rivalité entre Smith et Harris conduit à la célèbre Bataille des orgues en 1684, quand les deux répondent à l'appel d'offres pour le contrat de construction du nouvel orgue de l'Église du Temple de Londres. Chacun a érigé un orgue dans l'Église du Temple et embauché d'éminents organistes : Giovanni Battista Draghi, John Blow et Henry Purcell, afin de démontrer la supériorité de leurs instruments. Harris a perdu, mais en 1697, après que Smith renoncer au contrat pour un nouvel orgue de la Cathédrale Christ Church de Dublin, Harris installe à la place, l'instrument qui avait perdu. L'orgue d'Harris, est installé et maintenu par Jean-Baptiste Cuvillie et plus tard, Philip Hollister, puis remplacé par un orgue de Jean Byfield en 1752. Cependant, l'orgue Harris-Cuvillie qui a survécu à la Bataille des orgues se trouve depuis 1762 à la Saint John's Church de Wolverhampton.

## Orgues Harris
Le plus complet des instruments survivants d'Harris est celui de St Botolph de Aldgate à Londres. Construit en 1702–1704, il est considéré comme le plus ancien orgue d'église du Royaume-Uni. Il est restauré en 2005–2006 par Martin Goetze et Dominic Gwynn, montré dans le documentaire The Elusive English Organ (2010, réalisé par Will Fraser). Parmi les orgues Harris survivant ou partiellement survivant, on trouve ceux de la Cathédrale de Bristol (1685), All Hallows, de Twickenham (1700) et celui de la salle de la Worshipful Company of Merchant Taylors, à Londres (1722) (Restauré par les orgues Mander en 1966). L'orgue de l'Église du Christ de Greyfriars de Harris, également connu comme l'Église du Christ de Newgate à Londres a été largement reconstruit par William Hill & Sons en 1838, d'après les dessins de Henry Gauntlett et est détruit avec l'église, pendant le Blitz en décembre 1940. L'orgue de Église Saint-Michael, Cornhill (Londres) contient neuf jeux de l'instrument original d'Harris daté de 1684.